# Ludwik Dembiński
Ludwik Dembiński (ur. 28 stycznia 1928 w Witkowicach, zm. 5 lutego 2000 w Warszawie) – polski prawnik, dyplomata, publicysta, działacz katolicki.

## Życiorys
W czasie II wojny światowej walczył w Armii Krajowej, m.in. uczestniczył w akcji „Burza”. W 1950 ukończył studia prawnicze na Uniwersytecie Poznańskim i już w 1951 obronił na tej uczelni pracę doktorską pod kierunkiem Mariana Zimmermanna „Zagadnienie rejestracji umów międzynarodowych”. 
W 1956 był jednym z sygnatariuszy deklaracji założycielskiej Ogólnopolskiego Klubu Postępowej Inteligencji Katolickiej, a następnie aktywnym działaczem Klubu Inteligencji Katolickiej w Warszawie, m.in. wiceprezesem Klubu w latach 1962–1965 i 1973, członkiem zarządu w latach 1965–1966, 1972–1973. Kanclerz Związku Polskich Kawalerów Maltańskich. W latach 1950–1952 i 1961–1967 był pracownikiem naukowym Katolickiego Uniwersytetu Lubelskiego (w pierwszym okresie jako starszy asystent na Wydziale Prawa i Nauk Społeczno-Ekonomicznych, w drugim jako adiunkt w I Katedrze Historii Nowożytnej), w latach 1952–1961 pracował jako adwokat w Warszawie. Współpracował z Tygodnikiem Powszechnym, w którym prowadził rubrykę „Glob się obraca”. W latach 1967–1971 był sekretarzem generalnym ruchu Pax Romana. W latach 1971–1972 wykładał na Uniwersytecie Montrealskim i Uniwersytecie Ottawskim. Następnie w latach 1973–1983 pracował w Instytucie Stosunków Międzynarodowych Uniwersytetu w Jaunde, a w latach 1983–1992 kierował programem studiów dyplomatycznych w Graduate Institute of International Studies w Genewie. Od 1992 do 1997 stał na czele Stałego Przedstawicielstwa RP przy Biurze ONZ w Genewie w randze ambasadora. Od 1997 do śmierci w 2000 kierował Biurem Szkoleń Ministerstwa Spraw Zagranicznych. 
Został pochowany na Cmentarzu Leśnym w Laskach. 

## Książki
- Samostanowienie w prawie i praktyce ONZ (1969)
- The modern law of diplomacy: external missions of states and international organizations (1988)
- Diplomatic and consular law: selected instruments (1992)